# Sunčeva letjelica Gossamer Penguin
Gossamer Penguin bila je jednosjedna eksperimentalna sunčeva letjelica koju je kontruirala tvrtka AeroVironment, koju je osnovao inženjer aeronautike Paul MacCready 1971. godine. Bila je projektirana prema modelu letjelice na ljudski pogon – Gossamer Albatross II.

## Karakteristike letjelice
Letjelica je imala raspon krila 21,64 m i masu 31 kg bez pilota. Nikal-kadmijeva baterija se koristila kao izvor energije za početne letove. Njih 28 imalo je masu 3,6 kg. Kasnije su zamijenjene za letove pomoću sunčeve energije dobivene preko 3920 solarnih ćelija koje su imale snagu od 541 W u prosječnim uvjetima vedrog neba, uz malu turbulenciju i Suncem iznad panela (100 mW/cm2). Instrumenti letjelice bili su brzinomjer, voltmetar i ampermetar. Voltmetar se nalazio na vanjskom krilu žice, a ampermetar na paketu baterija u položaju u kojem je posada na Zemlji mogla očitati. Naposljetku su uklonjeni za letove na solarnu energiju. Motor na letjelici je bio Astro-40 tvrtke AstroFlight s brojem okretaja od 12 500 min–1.

## Solarne ćelije
Dimenzije solarnih ćelija: 2240 ćelija imalo je dimenzije 2 x 4 cm2, 980 ćelija 2,4 x 6,2 cm2 i 700 ćelija 2 x 6 cm2. Solarne ćelije proizveo je Spectrolab, dok je za instrumentaciju, kontrolu i testiranje bio zadužen AstroFlight koji je također dao par solarnih ćelija. Ostatak ćelija dobiven je od SAD-ovog ratnog zrakoplovstva preko kredita od NASA-e za AeroVironment. Imale su masu 4,3 kg.

## Prvi letovi
Prve letove na baterije je izveo Paul MacCreadyjev sin Marshall koji je tada imao 13 godina i težio 36 kg. Tim letovima odredila se potrebna snaga za letenje i optimizirala konstrukcija letjelice. Prvi let je izveo 7. travnja 1980., a kratki let s letjelicom pogonjenom sunčevom energijom 18. svibnja.
Službeni pilot za projekt je bila Janice Brown, profesorica iz Bakersfielda koja je težila nešto manje od 45 kg. Bila je pilot za unajmljivanje s komercijalnim, instrumentalnim i jedriličarskim dozvolama. Obavila je oko 40 letova s baterijom i preko sunčeve energije u gradu Shafter (Kalifornija). Uvjeti poput smjera vjetra, turbulencije, temperature i zračenje nisu bili dovoljno dobri za Gossamer Penguin jer je uzlijetanje bilo otežano i solarne ćelije nisu mogle generirati dovoljno energije.

## Javna demonstracija
Projekt se zato premjestio u Dryden krajem srpnja iako uvjeti ni tamo nisu bili idealni. Međutim, Janice je završila testiranje te je 7. kolovoza 1980. izvršila javnu demonstraciju letjelice koja je preletjela 3,14 km kroz 14 minuta i 21 sekundu. To je bio prvi kontinuirani let letjelice koja se pokretala isključivo preko solarne energije. Time su konstruktori imali praktično iskustvo za konstruiranje naprednije letjelice na solarnu energiju pošto je Gossamer Penguin jako krhak i teško ga je bilo kontrolirati. Let je bilo moguće izvršiti rano ujutro kad je vjetar bio jako slab i kad je kut sunčeve svjetlosti bio jako mali. Tada su se paneli za sunčeve ćelije mogli nakrenuti prema Suncu, ali su imali mogućnost okretanja samo u smjeru sjevera i juga.
Iz zaključaka dobivenih iz iskustva o letjelici Gossamer Penguin, inženjeri iz AeroVironmenta su konstruirali Solar Challenger, letjelicu na solarnu energiju s pilotom koja je mogla izdržati duge i visoke letove pod utjecajem normalne turbulencije. Preletio je Engleski kanal, put dug 262 kilometara, od Pariza do Londona. Letjelica je uspjela doseći visinu 4300 metara.